# 臺南市學甲區東陽國民小學
臺南市學甲區東陽國民小學是位於台灣臺南市學甲區新榮里東竹圍聚落一帶的學校，成立於1953年，2010年縣市合併，學校更名為臺南市學甲區東陽國民小學。學區包含大灣里、仁得里、慈福里第1~15鄰、豐和里、新榮里。目前學生人數共412人。

## 沿革
1953年3月，借用中山堂成立了學甲國民學校新榮分校，開設了一、二年級各一班。隨後，於1958年7月增加了三年級的教學，並在同年9月興建了三間平房教室，供學生使用。
1961年3月18日，學校為申請獨立校名議定為臺南縣學甲鄉東陽國民學校，並編制了21班學生，包括一至五年級。並在1961年6月29日，經縣府核准自1961學年度起准予獨立設校，並定名為臺南縣學甲鄉東陽國民學校。
1968年2月2日，學甲升格為鎮，校名改為臺南縣學甲鎮東陽國民學校。同年8月，推行九年一貫教育，校名再度更改為臺南縣學甲鎮東陽國民小學。此後，於1972年9月廢止設立文化、美和分校。
隨著2010年12月24日縣市合併，學甲區東陽國民小學更名為臺南市學甲區東陽國民小學。並於2011年12月22日被核定為自由入學類型學校，學區劃分為慈福里1-15鄰、仁得里、新榮里、豐和里、大灣里。
2018年7月6日，教育部核定該校為非山非市類型學校。而在2019年7月19日，該校學區劃分進行了調整，劃分為慈福里1-8鄰、仁得里、新榮里、豐和里、大灣里。並自108學年度起正式實施。

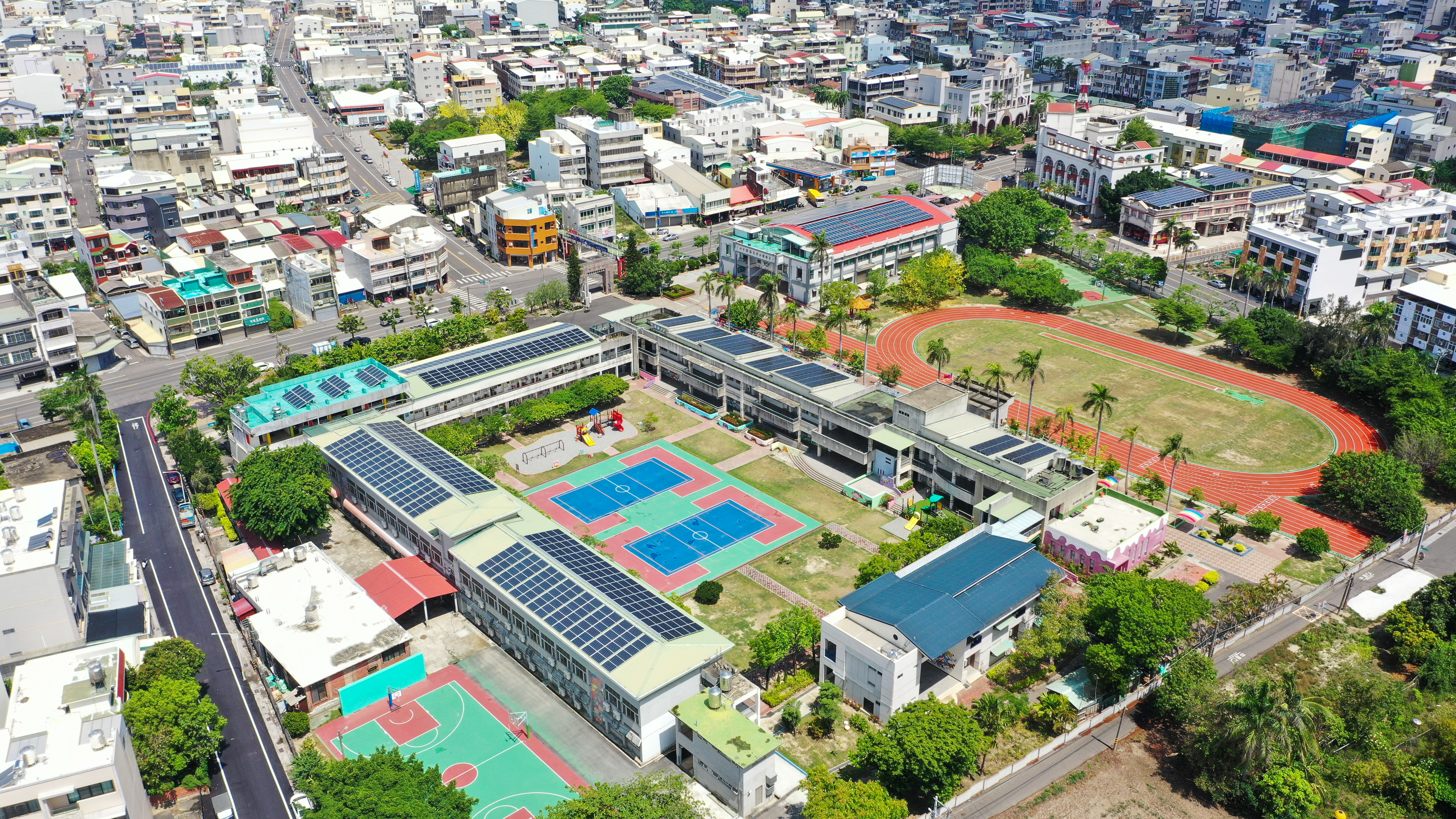
臺南市學甲區東陽國民小學空拍圖

## 校園景觀
2018年，由於學校老舊校舍的問題，開始進行拆除重建。在經費有限的情況下，學校決定由全校師生、義工及退休教師共同合作完成新校舍的公共藝術創作，三個作品分別為「航向未來」的手繪藝術；「海洋童趣」的女兒牆裝飾；「讚譽東陽」三角梁柱銅雕。於2019年12月，新的建築完成，其景觀設計，獲得校園建築景觀類建築園冶獎。

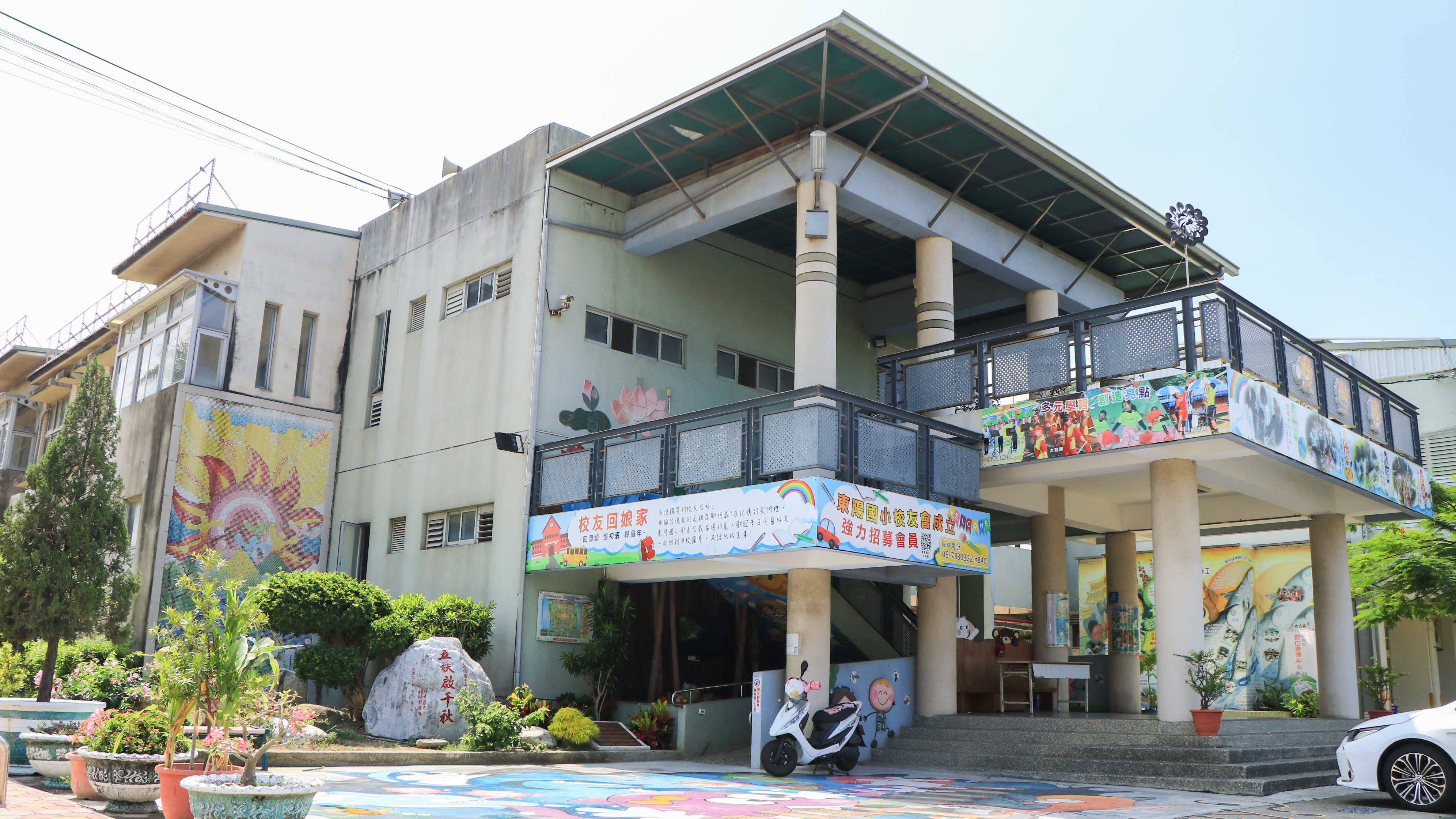
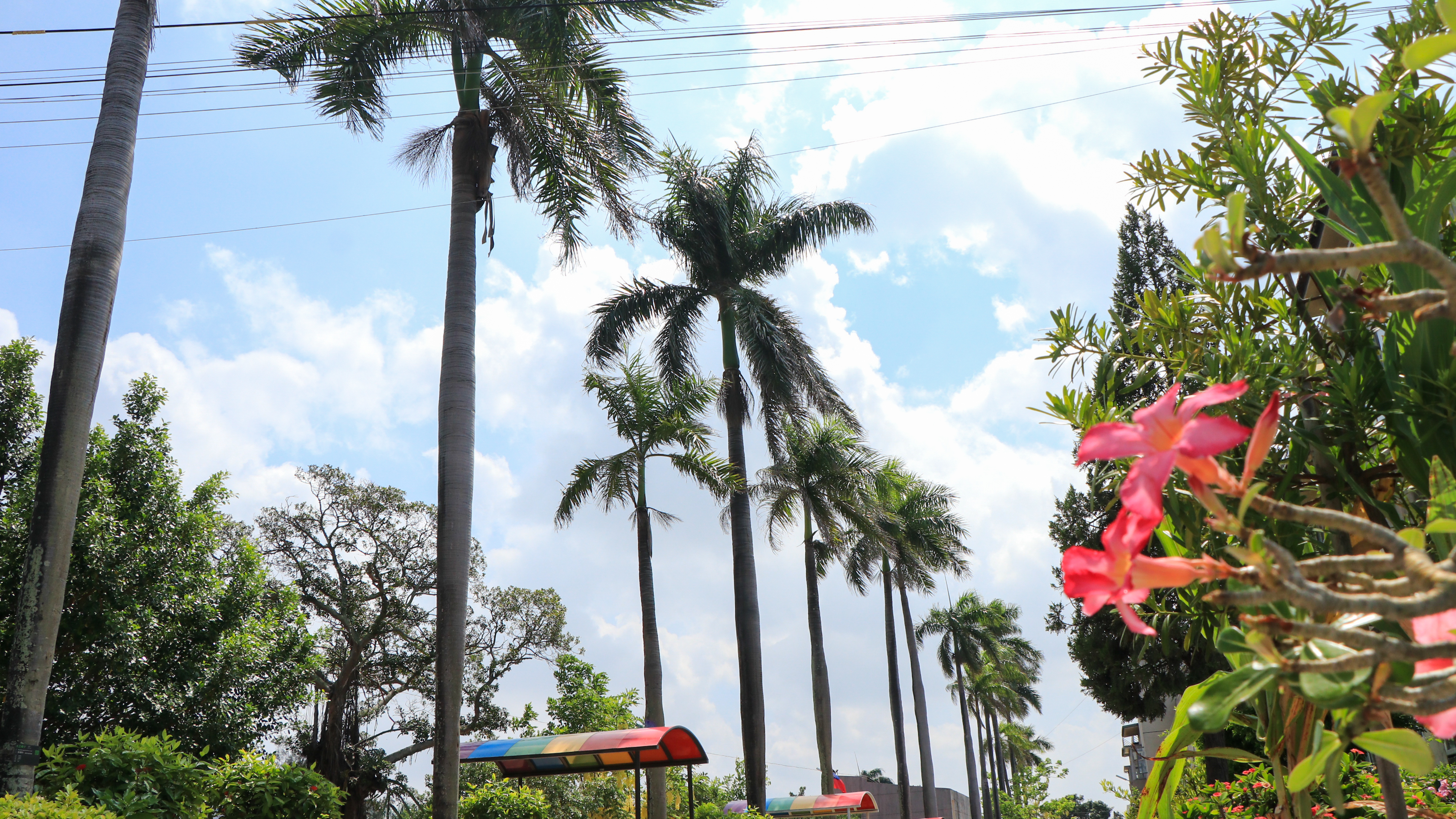
臺南市學甲區東陽國民小學椰林道
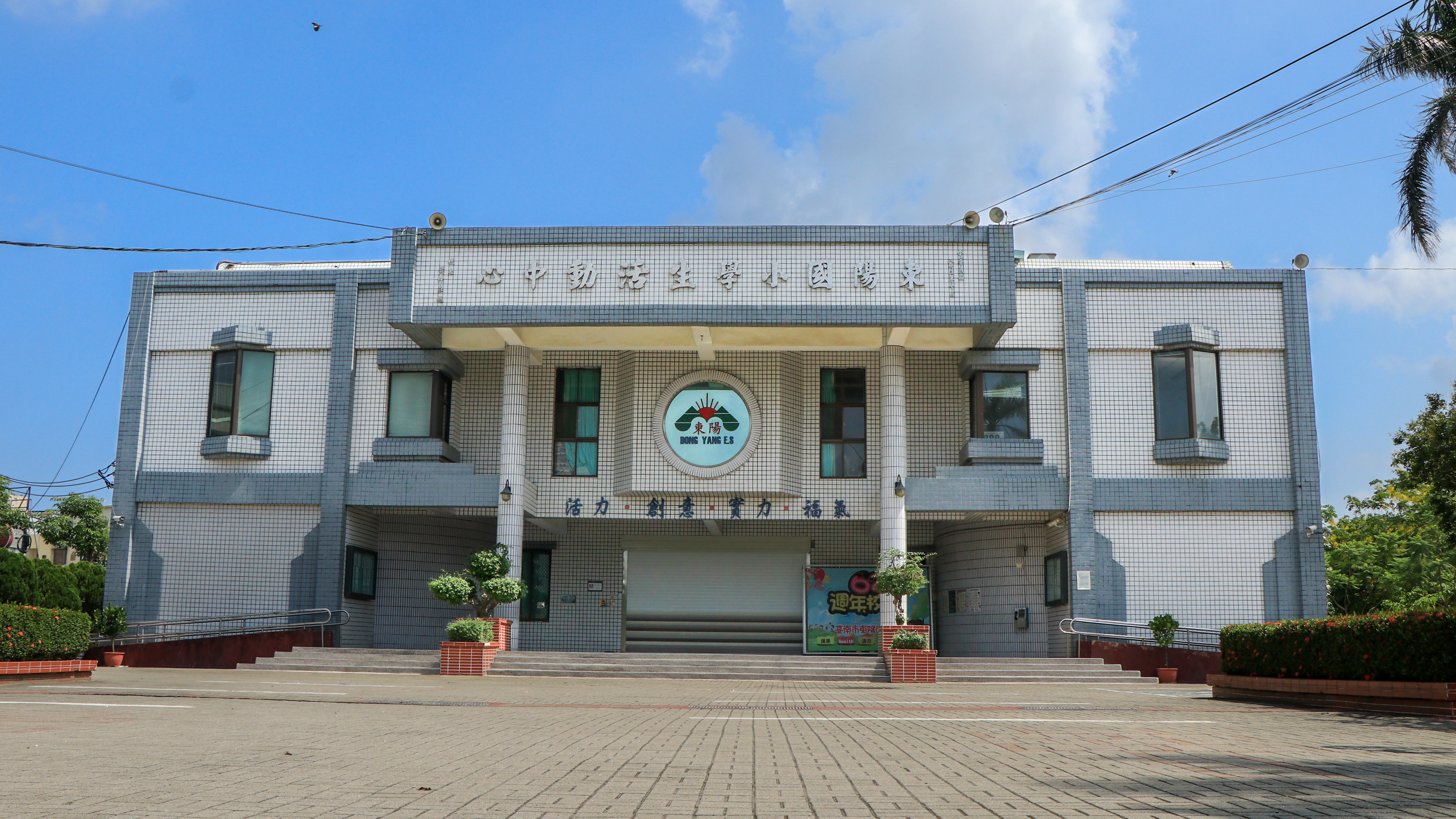
臺南市學甲區東陽國民小學活動中心
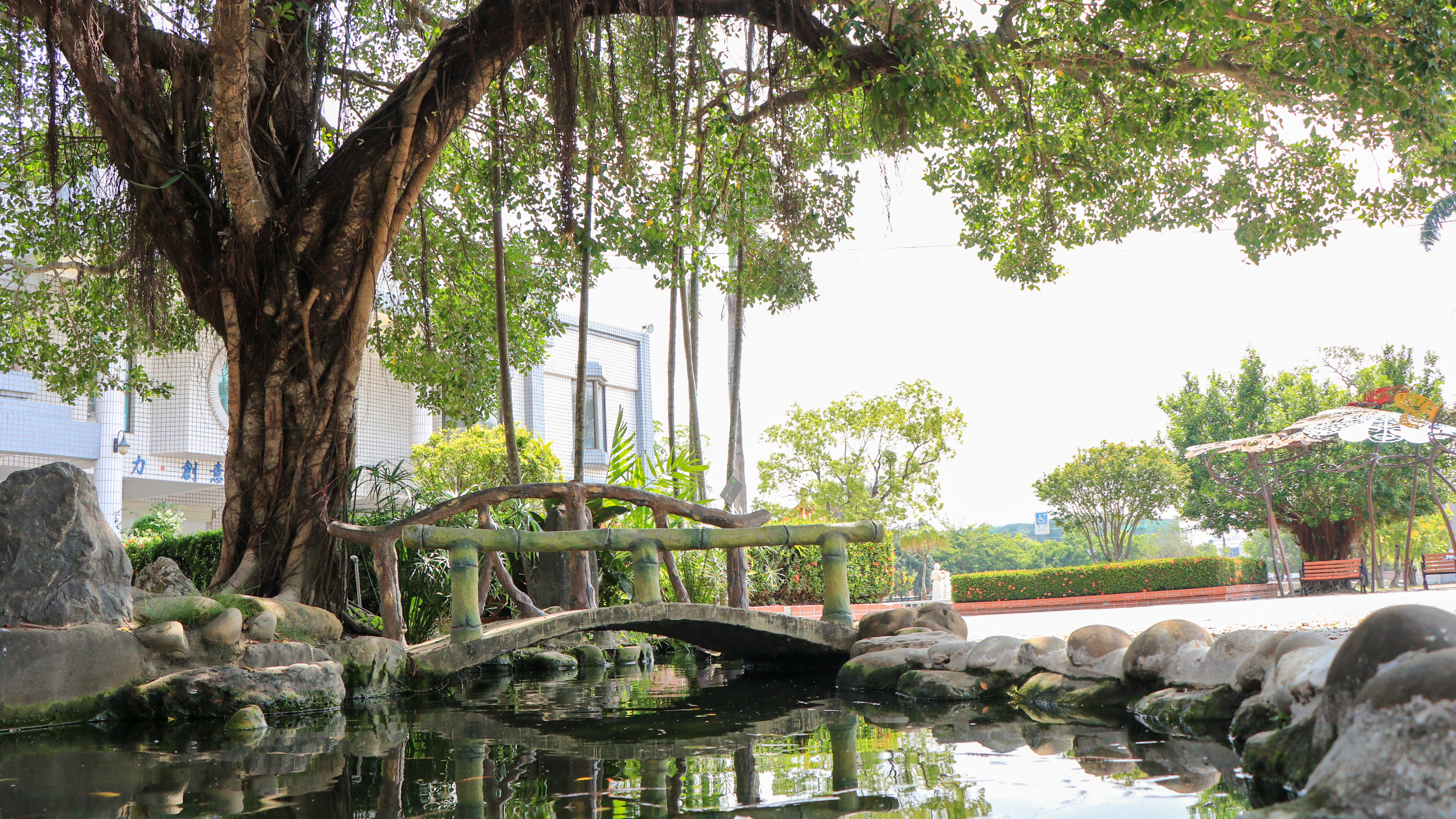
臺南市學甲區東陽國民小學校園景觀